# Budenice (zámek)
Zámek Budenice je bývalé barokní šlechtické sídlo, s jehož výstavbou bylo na místě starší tvrze započato někdy koncem 17. a na počátku 18. století podle architektonického návrhu dnes již neznámého architekta. Stavbu zahájil pravděpodobně český pobělohorský novousedlík Matěj Ondřej Hartman z Klarštejna, dokončili ji však později jeho další majitelé, smečenští Martinicové (majitelé panství od roku 1693) a následně Kinští. Součástí zámeckého areálu byla francouzská zahrada s parkem, štěpnice, bažantnice a hospodářská stavení.
Zámek obklopuje romantický zámecký park, jenž navazuje na alej, která sem vede ze Zlonic. Východní část trojkřídlého objektu je nejstarší a byla dostavěna kolem roku 1694 na místech, kde předtím stávala někdejší Budenická tvrz. Současná stavební dispozice je však o 100 let mladší. Zámek byl do dnešní podoby dostavěn rodinou Kinských pravděpodobně v letech 1795–1796, kdy byly přistavěny další dva trakty. Z té doby také pochází zdejší zámecká kaple svatého Václava s oltářním obrazem Josefa Bergera, který je i autorem dalšího obrazu se sv. Isidorem.
U vchodu do zámeckého areálu se nalézá portýrovna podle návrhu architekta Friedricha Augusta Stacha z roku 1849, který byl i autorem dalších drobných zámeckých staveb, které se ovšem do dnešních dob již nedochovaly. V zámeckém parku se nachází také raně barokní kaple sv. Matěje, kterou zde nechal postavit původní zámecký stavebník Matěj Ondřej Hartman z Klarštejna.
Zámek ani okolní park není přístupný pro veřejnost a chátrá.
V roce 2022 je zámek na prodej.  Zámek koupila společnost Muchovo Muzeum s.r.o. .